# Язовирна стена на Червено море
Язовирната стена на Червено море е проект за стена на Червено море от 2007 г., разработен от екип от учени и инженери .
Въпреки че авторските намерения са да изследват етическите и екологични дилеми и някои политически проблеми, проектът впечатлява критиката и научните среди.

## Цел
Идеята е да се построи стена на Червено море в южния му край, където е протокът Баб ел Мандеб, който е само 29 км широк. Естествените изпарения драстично ще намалят нивото на затвореното Червено море. Водата ще бъде отведена в турбини, които ще са с обща мощност от над 50 000 MW - повече от всяка друга електроцентрала на света.